# Min Zhong
Min Zhong (chinesisch 閩中語 / 闽中语, Pinyin Mǐnzhōng yǔ) ist eine chinesische Sprache, die zu den Min-Sprachen gehört. Sie wird in der Provinz Fujian von 3,1 Millionen Menschen gesprochen.

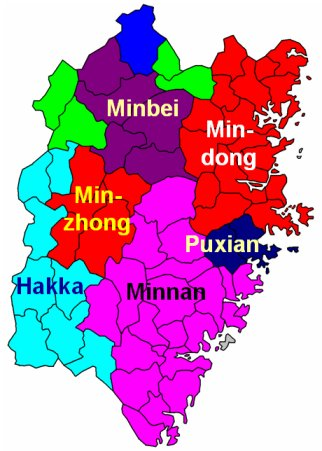
Dialekte der Provinz Fujian